# Ittel
Ittel ist ein Ortsteil und ein Ortsbezirk der Ortsgemeinde Welschbillig im Landkreis Trier-Saarburg in Rheinland-Pfalz.

## Geographie
Der Ort liegt nordöstlich des Kernortes Welschbillig in Hanglage an der Kyll.
Zum Ortsteil gehören die Wohnplätze Auwerbrück, Kyll sowie Wellkyll.
Nachbarorte neben Welschbillig selbst sind der Ortsteil Hofweiler im Osten sowie die bereits zum Nachbarkreis Bitburg-Prüm gehörenden Ortsgemeinden Hosten und Auw an der Kyll im Nordosten und Idesheim im Westen.

## Geschichte
Funde deuten darauf hin, dass die Gemarkung von Ittel bereits in vorrömischer Zeit besiedelt war. In römischer Zeit lag sie innerhalb des Bereichs der Langmauer, mit der ein fruchtbares Muschelkalkgebiet geschützt wurde, das in der Spätantike als kaiserlicher Domänenbezirk genutzt wurde.
Die Kirche in Ittel wurde 1212 vom Trierer Erzbischof dem Stift Pfalzel eingegliedert. Ende des 18. Jahrhunderts gehörte das Dorf zum kurtrierischen Amt Welschbillig.
Nach der Inbesitznahme des Linken Rheinufers durch französische Revolutionstruppen war der Ort von 1798 bis 1814 Teil der Französischen Republik (bis 1804) und anschließend des Französischen Kaiserreichs, zugeordnet dem Kanton Pfalzel im Arrondissement Trier im Saardepartement. Nach der Niederlage Napoleons kam Ittel 1815 aufgrund der auf dem Wiener Kongress getroffenen Vereinbarungen zum Königreich Preußen. Der Ort wurde der Bürgermeisterei Welschbillig im Landkreis Trier im Regierungsbezirk Trier zugeordnet, der 1822 Teil der neu gebildeten Rheinprovinz wurde.
Als Folge des Ersten Weltkriegs gehörte die gesamte Region zum französischen Teil der Alliierten Rheinlandbesetzung. Nach dem Zweiten Weltkrieg wurde Ittel innerhalb der französischen Besatzungszone Teil des damals neu gebildeten Landes Rheinland-Pfalz. 
Im Rahmen der Mitte der 1960er Jahre begonnenen rheinland-pfälzischen Gebiets- und Verwaltungsreform wurde der Landkreis Trier am 7. Juni 1969 aufgelöst. Ittel gehörte zu dem größeren Kreisteil, der mit dem Landkreis Saarburg zum neuen Landkreis Trier-Saarburg vereinigt wurde. Am 31. Dezember 1975 wurde die bis zu diesem Zeitpunkt selbstständige Gemeinde mit damals 297 Einwohnern nach Welschbillig eingemeindet.

## Politik

### Ortsbezirk
Ittel ist gemäß Hauptsatzung einer von vier Ortsbezirken der Ortsgemeinde Welschbillig. Der Ortsbezirk umfasst das Gebiet der früheren Gemeinde. Die Interessen des Ortsbezirks werden durch einen Ortsbeirat und durch einen Ortsvorsteher vertreten.

### Ortsbeirat
Der Ortsbeirat besteht aus fünf Mitgliedern, die bei der Kommunalwahl am 9. Juni 2024 in einer personalisierten Verhältniswahl gewählt wurden, und dem ehrenamtlichen Ortsvorsteher als Vorsitzendem.
Die Sitzverteilung im Ortsbeirat:
| Wahl | CDU | FW (a) | FBL (b) | Gesamt  |
| ---- | --- | ------ | ------- | ------- |
| 2024 | 2   | 3      | –       | 5 Sitze |
| 2019 | 2   | 3      | –       | 5 Sitze |
| 2014 | 3   | 1      | 1       | 5 Sitze |
| 2009 | 3   | 1      | 1       | 5 Sitze |

### Ortsvorsteher
Johannes Theisen (CDU) wurde am 17. Oktober 2022 erneut Ortsvorsteher von Ittel, nachdem er dieses Amt bereits bis 2019 ausgeübt hatte. Da für eine am 11. September 2022 geplante Direktwahl kein gültiger Wahlvorschlag eingereicht wurde, oblag die Neuwahl des Ortsvorstehers dem Rat. Dieser entschied sich einstimmig für Theisen. Bei der Direktwahl am 9. Juni 2024 wurde Theisen als einziger Bewerber mit einem Stimmenanteil von 75,1 % für weitere fünf Jahre in seinem Amt bestätigt.
Theisens Vorgänger Hubert Schmitt (FW) hatte das Amt am 6. August 2019 übernommen. Bei der Direktwahl am 26. Mai 2019 war er mit einem Stimmenanteil von 50,57 % für fünf Jahre gewählt worden. Schmitt legte das Amt jedoch vorzeitig zum 12. Mai 2022 nieder, wodurch eine Neuwahl erforderlich wurde.

## Sehenswürdigkeiten
In der Liste der Kulturdenkmäler in Welschbillig sind für Ittel zwei Denkmalzonen und 17 Einzeldenkmäler aufgeführt.

## Wirtschaft und Infrastruktur
Ittel liegt an der Kreisstraße 16. Die Bundesstraße 422 verläuft südlich, die Bundesstraße 51 westlich.
Die zum Ortsbezirk gehörenden Weiler Kyll an der Kyll und Wellkyll sind ehemalige Mühlenstandorte und werden heute als Wasserkraftwerke genutzt.